# Romuald Żurowski
Romuald Seweryn Tadeusz Ferdynand Żurowski herbu Leliwa (ur. 7 lutego 1814, zm. 17 października 1883) – szlachcic, ziemianin, uczestnik Powstania Listopadowego 1831 r., Wiosny Ludów na Węgrzech 1848, zamachu stanu na Węgrzech 1850-1852, Powstania Styczniowego 1863 r.

## Życiorys
Urodził się 7 lutego 1814r. w Dźwiniaczu Górnym. Był synem Stanisława Andrzeja z Żurawiczek Żurowskiego i Katarzyny Kornelii Niesiołowskiej herbu Nałęcz.  Brał udział w Powstaniu Listopadowym w 1831 r.  W 1846 r. podczas Rzezi galicyjskiej zastrzelił chłopa i udał się na wygnanie na Węgry, gdzie się ukrywał. W efekcie stracił majątek Bóbrkę.  Wrócił do Galicji w 1848 r. Jednak "życie awanturnicze lepiej mu smakowało jak gospodarstwo  i opuścił żonę (starszą wprawdzie od siebie, ale nader zacną i poczciwą kobietę) i dzieci i otrzymał posadę w biurze naczelnika węgierskiego Ludwika Koszuta". Po nieudanej rewolucji na Węgrzech, ukrywał się przez 3 lata.  W końcu został złapany i w 1852 r. i odesłany do Lwowa.  W powstaniu styczniowym 1863 r. uczestniczył z trzema synami Bolesławem, Stanisławem i Kazimierzem.  Po powstaniu osiedlił się w Bochni, gdzie jego najstarszy syn Bolesław był ajentem Towarzystwa Ubezpieczeń „Florianka”. Jest pochowany na cmentarzu komunalnym w Bochni przy ul. Orackiej, razem z synem Bolesławem.

## Duch czasu
- W Bóbrce panował duch bardzo egzaltowany i rewolucyjny. ... Sam gospodarz był wzorem patriotyzmu[b][5].

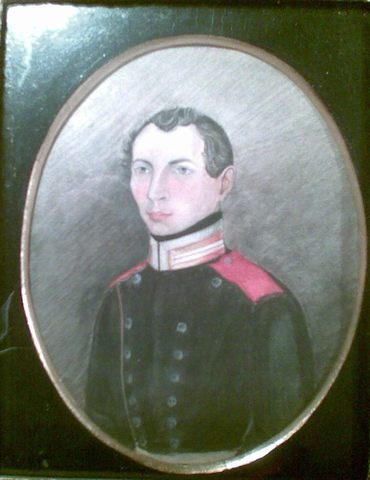
Stanisław Andrzej Grabowski ok. 1800 r.

## Życie Prywatne
Ożenił się  z Józefą Grabowską herbu Jastrzębiec, która wniosła  w wianie majątek Bóbrkę w Sanockim.  Mieli pięcioro dzieci: Bolesław Stanisław Ezechiel (1837-), Paulina Maria Magdalena (1838-), Stanisław August Dominik (1840-1906), Bronisława Maria (1842-1926), Kazimierz Wincenty (1843-zm. młodo). 
Ojciec Józefy, Stanisław Andrzej Grabowski (ur. 21 listopada 1771 r.) był oficerem napoleońskim.
Ożenił się z  Katarzyną Kornelią Gawin-Niesiołowską herbu Nałęcz około 1810 r.

## Odznaczenia
- Honorowy obywatel miasta Bochnia.[7]